# Darwinia acerosa
Darwinia acerosa är en myrtenväxtart som beskrevs av William Vincent Fitzgerald. Darwinia acerosa ingår i släktet Darwinia och familjen myrtenväxter. Inga underarter finns listade i Catalogue of Life.